# Kuloj
Kuloj (ryska Кулой) är en ort i länet Archangelsk oblast i Ryssland. Den ligger vid floden Kuloj, ungefär 570 kilometer från Archangelsk och 24 kilometer från Velsk. Folkmängden uppgår till lite mer än 5 000 invånare.
Orten grundades 1942 när järnvägsstationen i Kuloj öppnade.